# Königswinkel

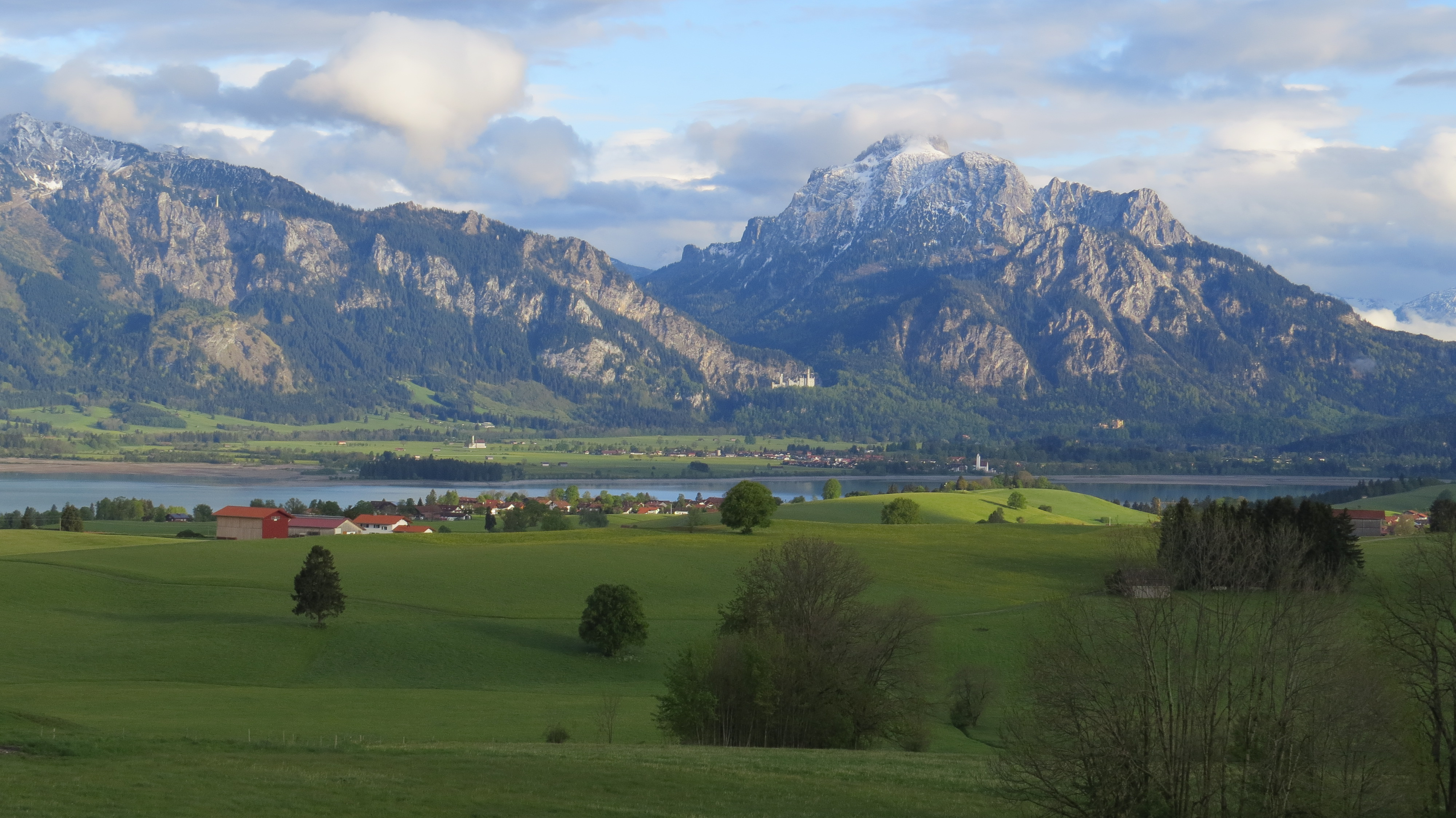
Königswinkel mit Forggensee und Königsschlössern

Königswinkel wird eine Region im Allgäu um die Stadt Füssen und die Gemeinden Pfronten und Schwangau genannt. Es handelt sich hierbei um keinen historischen Begriff; entstanden ist der Name erst in jüngerer Zeit unter dem Eindruck des für die Region wichtigen Tourismus, der hauptsächlich durch die Anziehungskraft der von den Wittelsbachern wieder aufgebauten oder neu errichteten Schlösser entstanden ist.
Charakteristisch für die Region und namensgebend sind die zahlreichen (Königs)schlösser, darunter Schloss Hohenschwangau, Schloss Neuschwanstein, das Hohe Schloss Füssen, die Ruine der Burg Falkenstein, die unter Ludwig II. zum Ausbau als zweites Märchenschloss vorgesehen war, sowie die Burgruinen Hohenfreyberg und Eisenberg.
Eingebettet sind diese kulturellen Sehenswürdigkeiten in eine vor den Vorgebirgsketten der Ammergauer Alpen und der Allgäuer Alpen gelegene, imposante, nacheiszeitlich geprägte Hügellandschaft mit zahlreichen Seen, darunter Forggensee, Bannwaldsee, Hopfensee und Alpsee.